# 胡馬雍陵
胡馬雍陵建於1570年，位於印度首都新德里的東南郊亞穆納河畔。此陵是蒙兀兒帝國創始人巴卑爾之子，帝国第二代君主胡馬雍及其皇妃的陵墓。胡馬雍陵是伊斯蘭教與印度教建筑風格的典型結合，並為印度第一座花園陵寢，著名的泰姬陵也是以此為範本所建。1993年被聯合國教科文組織第十七次會議列入世界文化遺產。

## 建築風格
胡馬雍陵坐北朝南，墓中有一個內巴蒙式的方形水塘，陵墓內種有棕櫚、絲柏等植物，主體主要採用帶有濃郁印度風格的黑白色大理石及紅砂岩為建築材料。
胡馬雍陵的主體建築矗立於一開有壁龕基座上，高24米的正方形陵墓，陵體的四周是四扇綫條柔美的圓形孤門，陵墓頂部是一個以白色大理石雕成的半球形體，圓頂上竪著一支金屬小尖塔，這是典型的伊斯蘭教建築特色。
胡馬雍陵另一特色是其拱門及窗戶上皆雕有極為細密的格紋和幾何圖形。